# Millettia taolanaroensis
Millettia taolanaroensis é uma espécie vegetal da família Fabaceae.
Apenas pode ser encontrada no Madagáscar.